# 石原氏
石原氏（いしはらし）は、武家の一つ。古代甲斐国の在庁官人である三枝氏の支流。戦国時代甲斐武田氏の家臣、江戸時代旗本である石原氏。その他、熊谷市を拠点とした石原氏も存在する。

## 概要
大和朝廷から派遣された古代官人三枝氏の末裔石原氏の居館址と目されている。石原氏の系譜は不明だが、三枝宗家は平安時代末期には没落した。

## 戦国時代
戦国時代に入ると、武田信虎の命により石原守種の次男石原守綱が三枝宗家を再興した。
石原豊後守は信濃に館を構えた。
石原氏は石原守種の長男石原守繁が継いだ。守綱の子虎吉は山梨県中央市木原に居館を構えたと伝わり、同地に館跡がある。
石原昌明が徳川四奉行の一人を務めた。
石原昌明の娘は柳沢信俊に嫁いだ。その次男柳沢安忠の子が、将軍徳川綱吉の側用人として活躍した柳沢吉保である。

## その他

### 武蔵石原氏
埼玉県熊谷市石原付近にいた豪族。吾妻鏡に出てくる。